# Cortogno
Cortogno (Cürtògna nel dialetto locale) è una frazione del comune di Casina che sorge in una zona collinare nell'Appennino tosco-emiliano sulla riva destra del torrente Tassobbio. L'esposizione a sud e l'altitudine compresa tra i 400 e i 600 m s.l.m. fanno sì che il clima sia mite e riparato dai venti freddi.

## Etimologia
L'etimologia del nome Cortogno resta tuttora dubbia e incerta. Alcuni  la fanno risalire al nome di un colono romano (Curtonius), altri richiamano all'attenzione il suffisso "-gna" (nella versione in dialetto Cürtògna) di derivazione ligure.

## Storia
Preistoria
Sul monticello che sovrasta l'abitato di Faieto è stato scoperto nel 1997 un villaggio della media Età del bronzo (1500-1300 a.C., circa 3500 anni fa). Il villaggio costituito da lunghi caseggiati disposti scalarmente lungo le pendici del monticello si presume fosse abitato da una trentina di persone per una durata che fu superiore ai 200 anni. Questi antichi abitanti appartenenti al popolo terramaricolo provvedevano in loco alla produzione di attrezzi e monili in bronzo e avevano frequenti scambi sia con i popoli appenninici che con le grandi terramare di pianura essendo su una delle vie di comunicazione commerciale dei materiali ferrosi per la produzione del bronzo, provenienti dalle colline metallifere della Toscana. La via che dalla pianura saliva per la montagna passando per Faieto (ora inserita nel sentiero Matilde) era anche quella più diretta, pianeggiante, rivolta a sud (evitando il fondo delle valli e le cime dei monti) tra il Castello di Canossa e quello di Sarzano e più in là il Castello delle Carpinete.
Dominazione romana
Del periodo romano rimane la fornace che è ubicata al margine sinistro della strada che dal centro del paese porta al mulino di Cortogno all'altezza dello stallone sperimentale. Scoperta nell'estate del 1997 ed è databile all'incirca al I secolo a.C.(età tardo repubblicana). L'impianto doveva produrre principalmente tegole ed embrici per i tetti delle fattorie o ville dei coloni romani sparse per la valle del Tassobbio. La fornace era composta da un preafurnium dove veniva spinta dentro la legna che doveva bruciare nella camera di combustione, il calore tramite il piano di cottura forato arrivava alla camera di cottura dove i mattoni venivano cotti. L'argilla usata per l'impasto veniva dalla riva sinistra del Torrente Tassobbio ed era poi depurata dal rigagnolo proveniente dalla fonte del paese.
Medioevo ed età moderna
Il paese è nominato per la prima volta nel Liber Focorum di Reggio Emilia del 1315, ma già nel 1286 compare un "Guercio da Cortogna" nella cronica di Salimbene de Adam di Parma. La sua chiesa parrocchiale, recentemente restaurata dedicata a S.Giorgio, è di probabile origine matildica e appare per la prima volta nel libro delle Decime del 1318. L'interno sobrio in stile settecentesco è a una navata e conserva due pregevoli quadri di cui uno del '600 con una Crocifissione, la Maddalena, S.Agata, S. Apollonia, S. Lucia e numerosi ostensori, reliquiari e paramenti sacri sei-settecenteschi. In sacrestia poi uno straordinario armadio seicentesco in noce di scuola emiliana.
Il borgo, che comunque ha sempre seguito le sorti del feudo di Sarzano e poi del Comune di Casina, come lo vediamo oggi si sviluppa e si arricchisce sotto il dominio del ducato estense ferrarese (1428-1570), un periodo di relativa pace e floridezza dove gli abitanti di Cortogno cominciano a realizzare case a torri in pietra comode e funzionali senza rinunciare a qualche decorazione a bassorilievo su commissione. Un esempio è l'architrave murato nella facciata della canonica, pregevole bassorilievo raffigurante entro un fregio a dentelli e ovuli il simbolo di N.S.G. Cristo, il calice, il gallo e in una piccola riquadratura le date 1509 e 1706. Un'altra finestra simile però nel suo contesto originale è presente nel vicino borgo delle Costole e qui vi sono raffigurati una ruota romanica e il simbolo di Ercole I d'Este (1431-1505), l'anello con diamante.

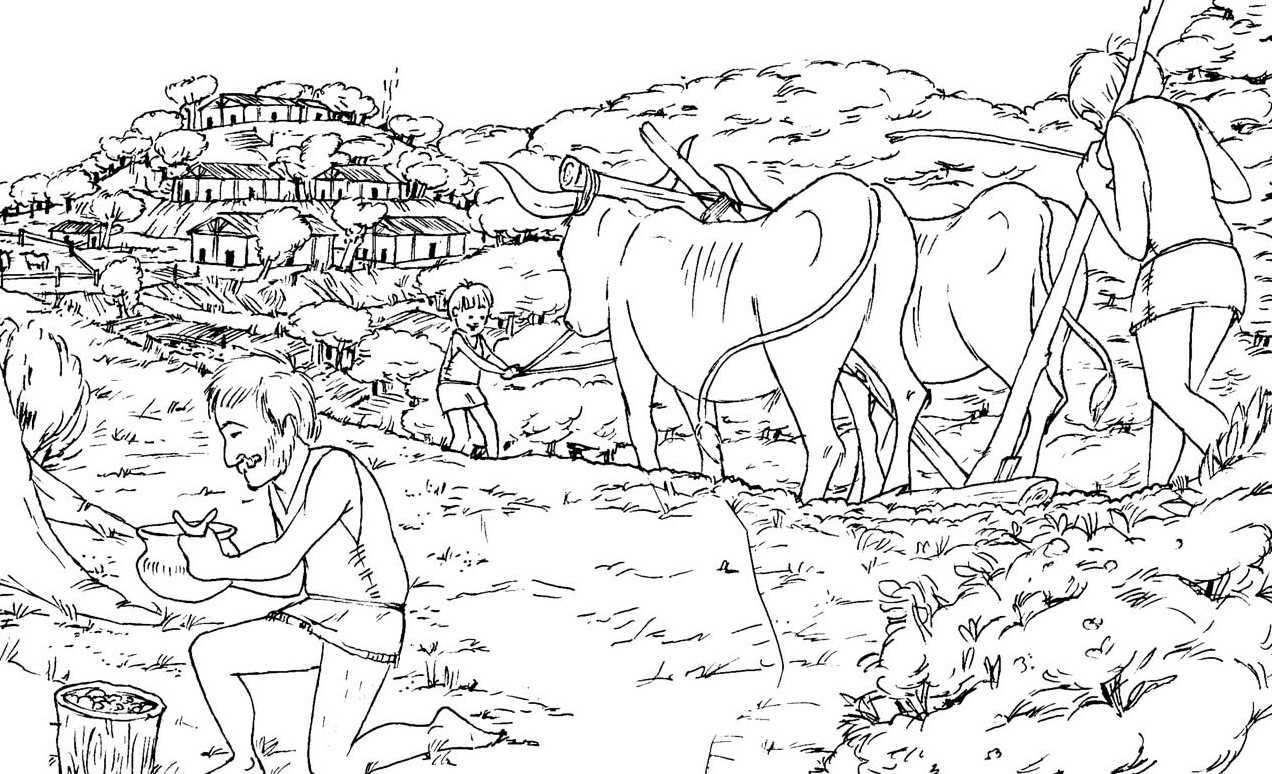
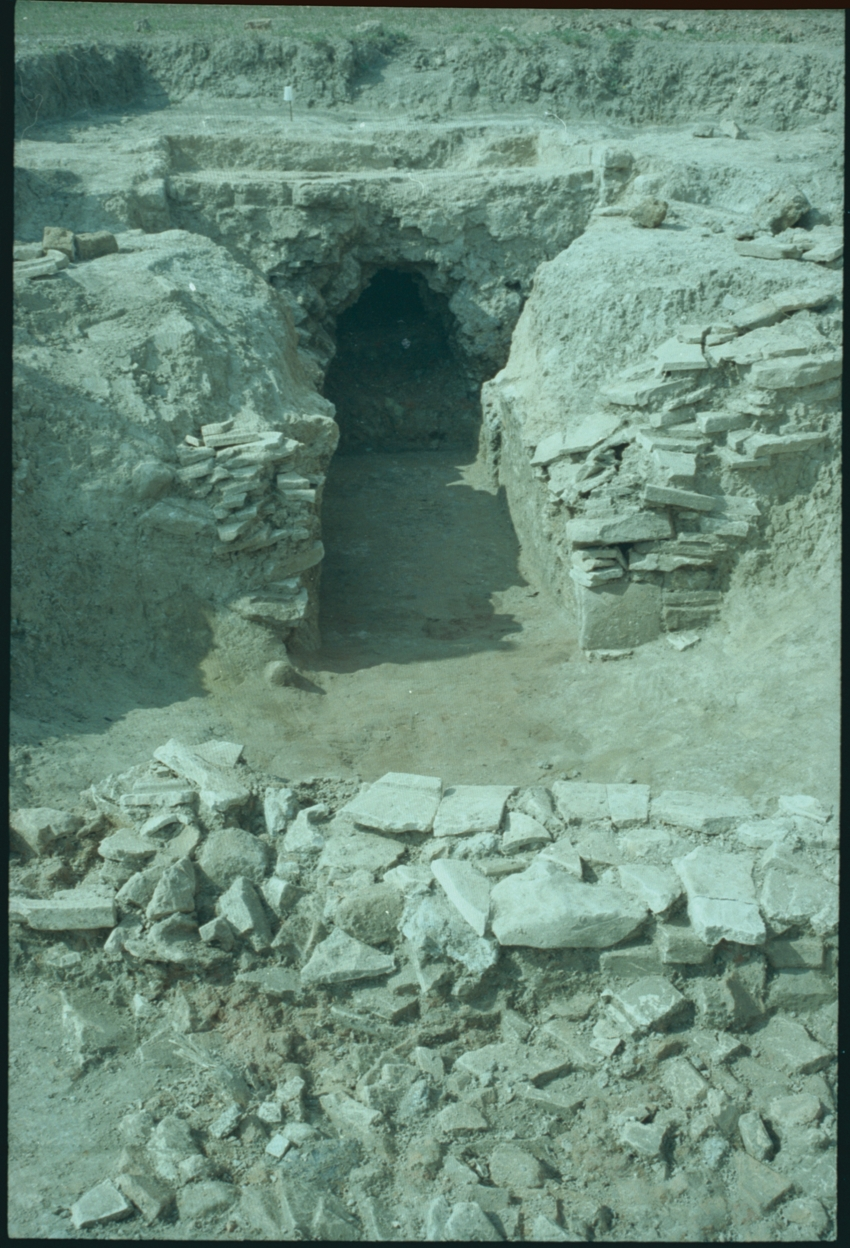
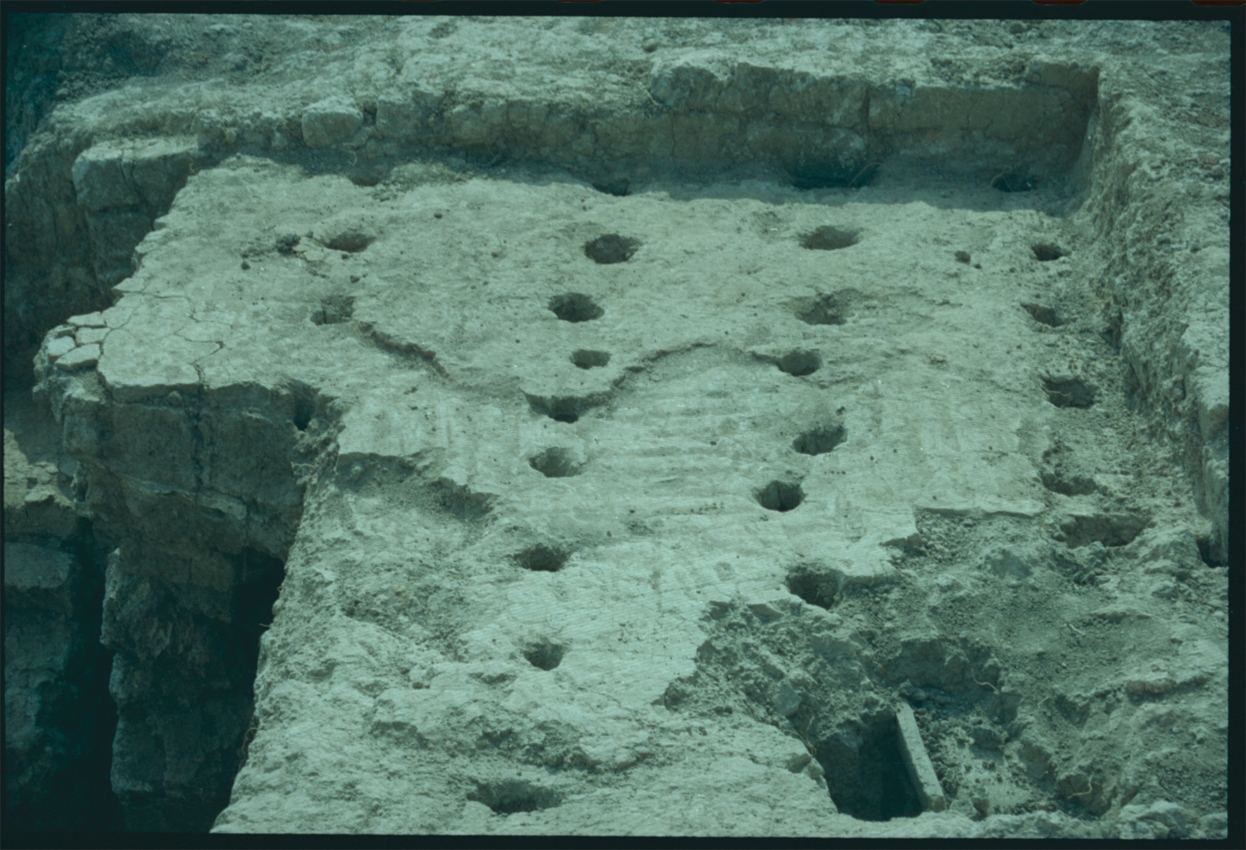
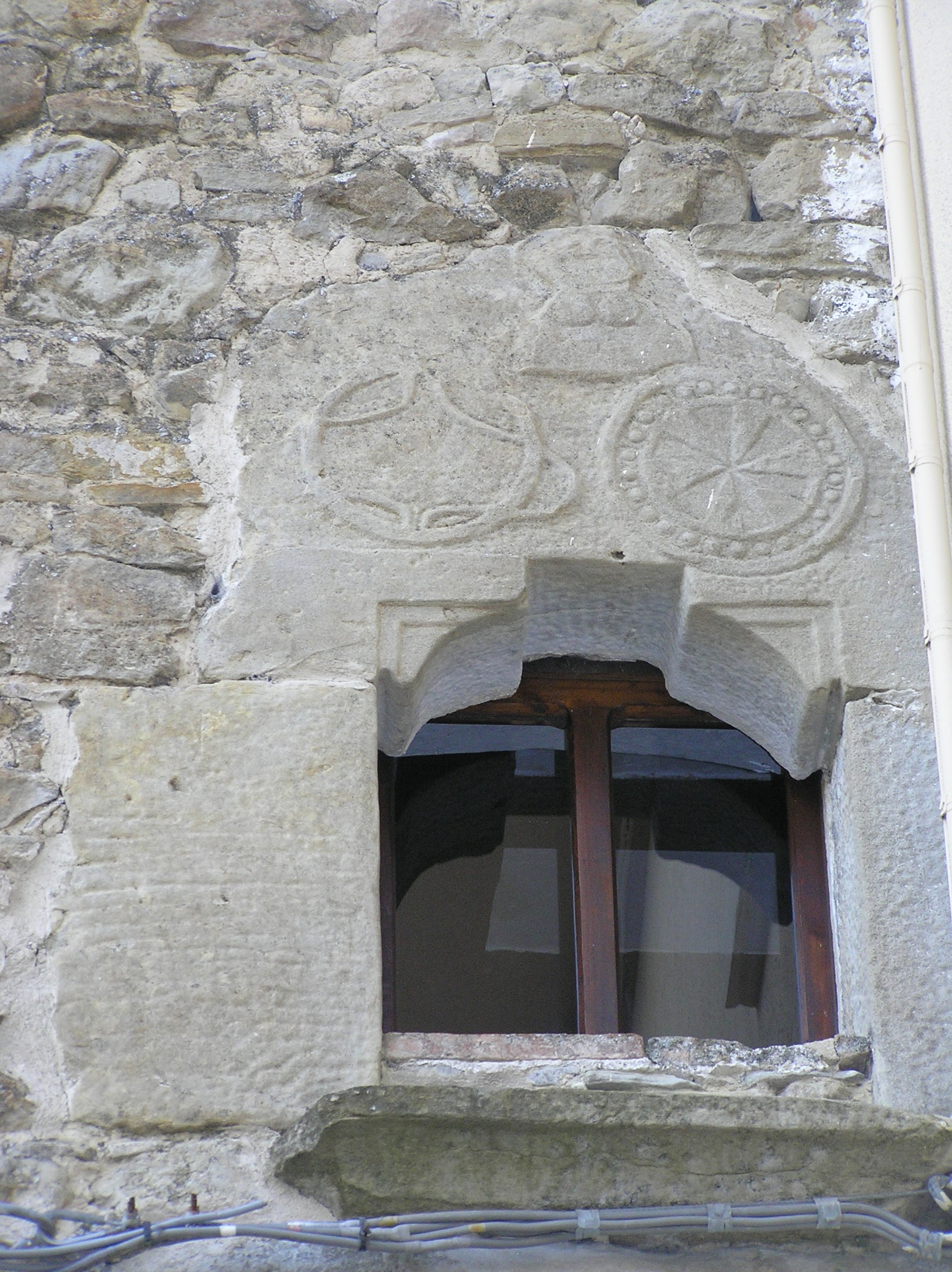
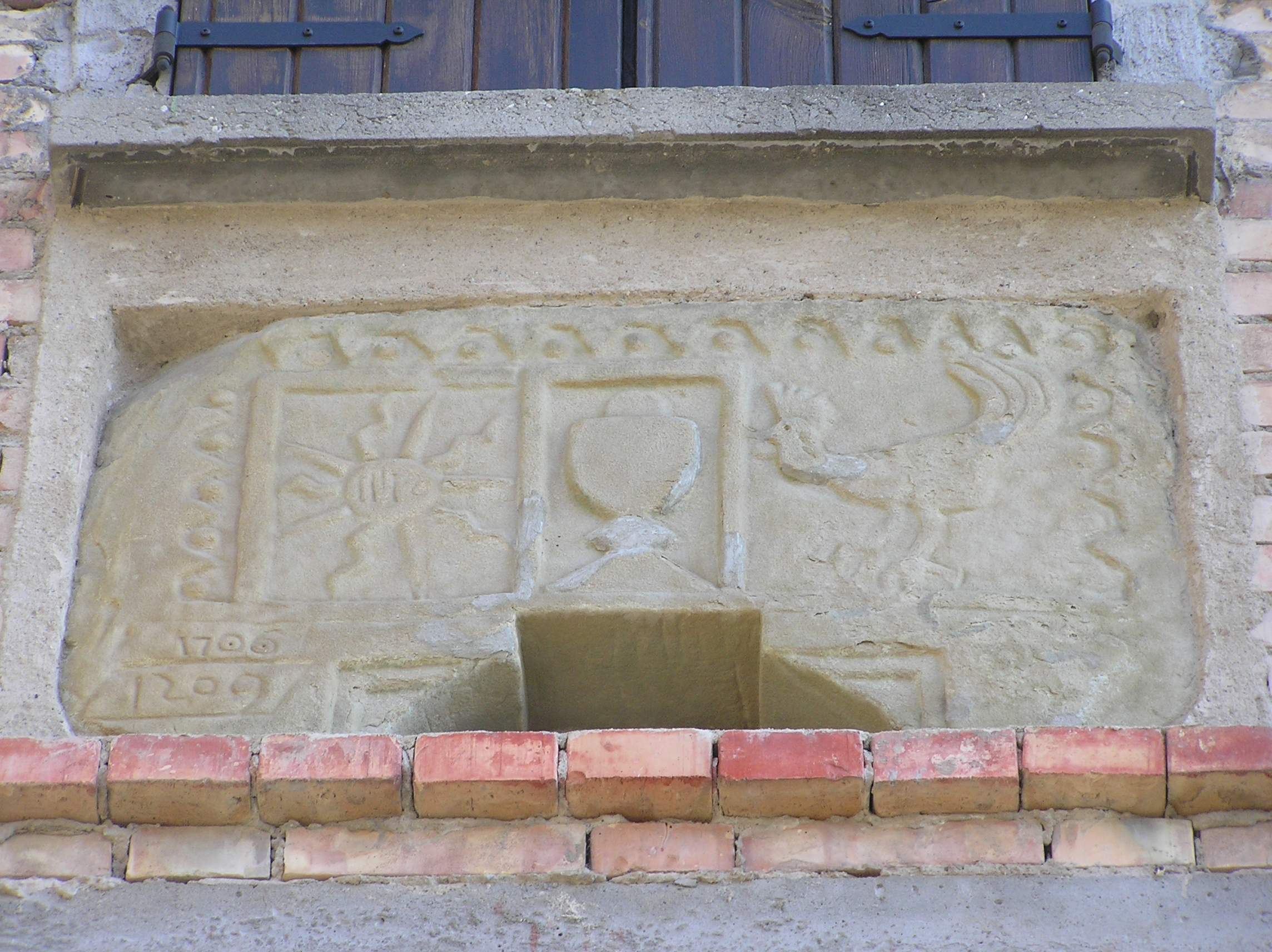
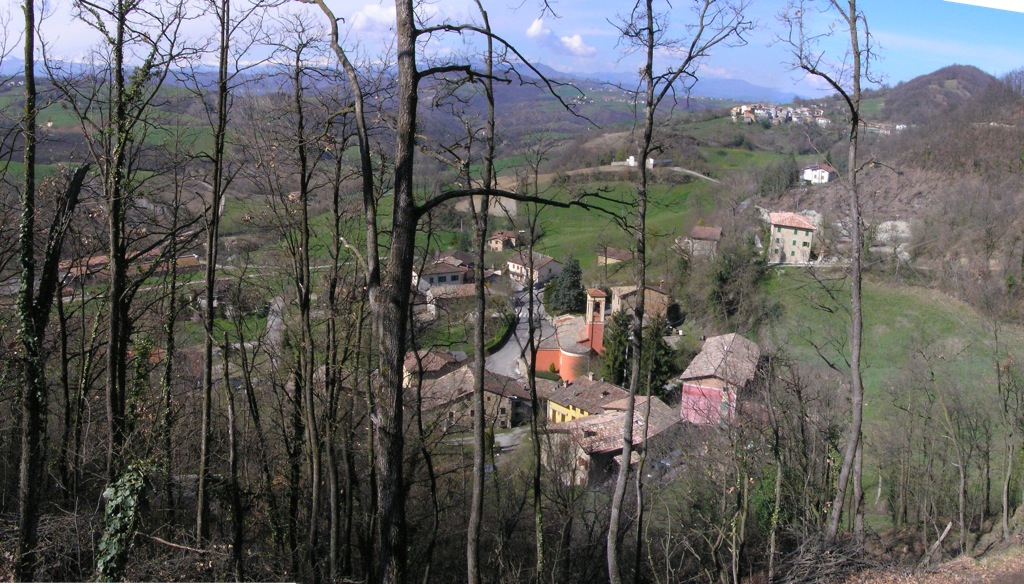
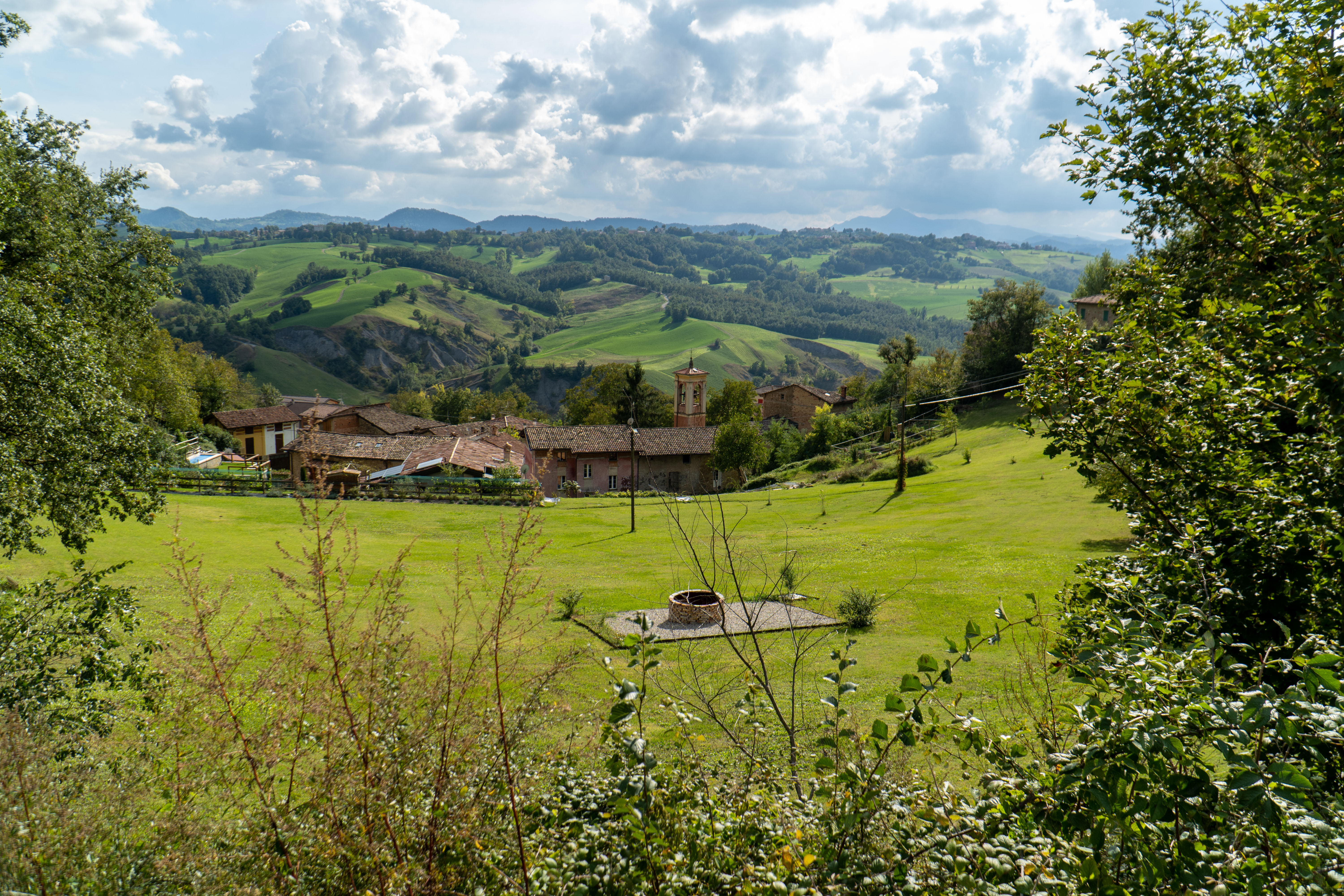
vista da nord del Borgo
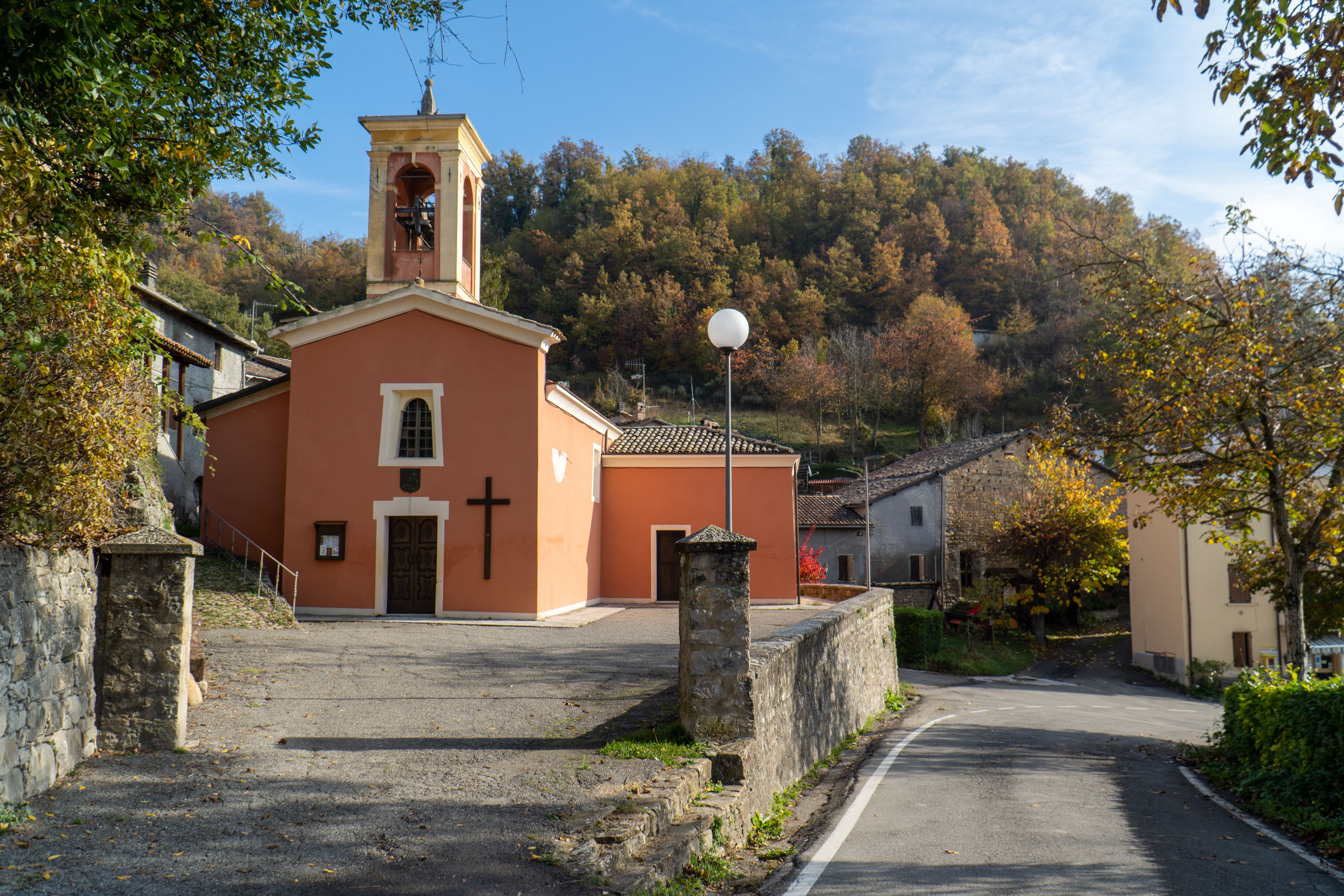
Chiesa di San Giorgio martire